# 21517 Dobi
A 21517 Dobi (ideiglenes jelöléssel 1998 KS52) a Naprendszer kisbolygóövében található aszteroida. A LINEAR projekt keretében fedezték fel 1998. május 23-án.